# MaRTE OS
MarteOS es un sistema operativo de tiempo real para aplicaciones embebidas que sigue a la mínima en tiempo real POSIX.13. El proyecto se desarrolla por el Grupo de computación y Tiempo Real en la Universidad de Cantabria, aunque también existen colaboradores en distintos lugares.
El entorno de desarrollo se basa en la GNU compiladores GNAT, GCC y GCJ. La mayor parte de su código está escrito en Ada con algunas partes C y ensamblador.

## Características
Entre las características principales del kernel Marte OS se tiene:
- Soporta aplicaciones de lenguaje mixto en Ada, C y C++ (soporte experimental para Java también).
- Ofrece los servicios definidos en POSIX.13: pthreads, exclusiones mutuas, condvars.
- Todos los servicios tienen una respuesta de tiempo limitado (incluida la asignación de memoria dinámica con TLSF ).
- Espacio de direcciones de memoria individual compartida por la aplicación multi-hilo y Marte OS.
- Disponible bajo la Licencia Pública General GNU 2.
- Sobre la base de la cadena de herramientas GNU AdaCore.
- Implementa el anexo Ada2005 Tiempo Real

## Contribuciones por usuarios
Algunas contribuciones por usuarios de Marte OS
Protocolos de comunicación y middleware
- PolyORB (DSA y CORBA) y GLADE para MaRTE OS x86 para equipos sin Sistema Operativo con RT-EP
- RT-WMP Real-Time Wireless protocol (UNIZAR)
- Protocolo RT-EP con una capa de ancho de banda reservado, algoritmos de exclusión mutua (Mutex) distribuidos, servicios de broadcast
- FRESCAN protocolo de red para bus CAN con ancho de banda reservado y servidores esporádicos
- DTM, el Gestor de Transacciones Distribuidas de FRESCOR
- MyCCM,  OMG CCM (THALES)

Drivers
- CAN bus
- Wireless ralink rt61
- SVGA, BTTV, Soundblaster 16
- Mouse, Keyboard, Joystick
- Ethernet drivers (intel eepro100, rtl8139, SiS900)
- Serial port driver
- I2C protocol, compass CMPS03 driver
- IDE disk driver (CompactFlash and HD) and FAT 16 filesystem
- Advantech Data adquisition and Digital IO cards drivers (PCM3718 and others)
- laser-sick-lms200
- GPS Novatel ProPak driver
- P2OS driver (compass, sonar, odometer, motors)
- Yenta Cardbus